# Edmund Pfleiderer
Edmund Pfleiderer (Stetten, 12 ottobre 1842 – Tubinga, 3 aprile 1902) è stato un filosofo tedesco.

## Biografia
Nipote del parroco di Dürrenzimmern Johann Ludwig Immanuel Pfleiderer (1779–1825) e di Juliane Eberhardine Zeller (1785-1871) di parte paterna e del predicatore di Oberstenfeld Immanuel Christian Heinrich Sigel (1784–1838) e di Friederike Auguste Bockshammer (1792–1843) di parte materna, fu figlio primogenito del professore di matematica Eduard Karl Pfleiderer (1810-1861) e di Johanne Auguste Sigel (1815-1883), fratello di Otto (1839-1908), Thekla (1841-1842), Gustav Adolf (1845-1896), Bertha (1847-1929), Ernst (1848-1927), Emma (n. 1851) e Julie (1852-1923).
Studente di teologia all'Università di Tubinga, nel 1864 divenne vicario a Eningen unter Achalm e lì conobbe Helene Lange. Fu arruolato come cappellano militare durante la guerra franco-prussiana del 1870-1871. Il due aprile 1872 sposò Thekla Sigel e nel 1873 fu nominato professore ordinario di filosofia all'Università di Kiel. Il dodici aprile 1875 nacque la sua unica figlia Thekla Pfleiderer, che successivamente sposerà lo zoologo Richard Hesse; nel 1877 succedette a Jakob Friedrich Reiff alla cattedra di filosofia all'Università di Tubinga. 

## Opere
- Edmund Pfleiderer, Gottfried Wilhelm Leibniz als Patriot, Lipsia, R. Reisland, 1870.
- Edmund Pfleiderer, Leibniz als Verfasser von zwölf anonymen, meist deutschen politischen Flugschriften, Lipsia, Fues's Verlag, 1870.
- Edmund Pfleiderer, Theorie des Aberglaubens, Berlino, C.G. Lüderitz, 1872.
- Edmund Pfleiderer, Empirismus und Skepsis in David Hume's Philosophie, Berlino, G. Reimer, 1874.
- Edmund Pfleiderer, Kosmopolitismus und Patriotismus, Berlino, Habel, 1874.
- Edmund Pfleiderer, Die Idee eines goldenen Zeitalters, Berlino, G. Reimer, 1877.
- Edmund Pfleiderer, Die philosophie und das leben, Tubinga, verlag und druck von Franz Gues, 1878.
- Edmund Pfleiderer, Lotze's philosophische Weltanschauung nach ihren Grundzügen, Berlino, G. Reimer, 1884.
- Edmund Pfleiderer, Die Philosophie des Heraklit von Ephesus im Lichte der Mysterienidee, Berlino, G. Reimer, 1886.
- Edmund Pfleiderer, Sokrates und Plato, Tubinga, Laupp, 1896.